# Dinant (okręg)
Dinant (fr. Arrondissement administratif de Dinant, nld. Arrondissement Dinant, niem. Bezirk Dinant) – okręg w północnej Belgii, w Regionie Walońskim, w prowincji Namur.  

## Podział administracyjny
Okręg podzielony jest na 15 gmin (nld. gemeente, fr. commmune, niem. Gemeinde), w skład których wchodzi 131 dzielnic (deelgemeente)
| - Anhée - Annevoie-Rouillon - Bioul - Denée - Haut-le-Wastia - Sosoye - Warnant - Beauraing, miasto - Baronville - Dion - Felenne - Feschaux - Focant - Froidfontaine - Honnay - Javingue - Martouzin-Neuville - Pondrôme - Vonêche - Wancennes - Wiesme - Winenne - Bièvre - Baillamont - Bellefontaine - Cornimont - Graide - Gros-Fays - Monceau-en-Ardenne - Naomé - Oizy - Petit-Fays - Ciney, miasto - Achêne - Braibant - Chevetogne - Conneux - Leignon - Pessoux - Serinchamps - Sovet | - Dinant, miasto - Anseremme - Bouvignes-sur-Meuse - Dréhance - Falmagne - Falmignoul - Foy-Notre-Dame - Furfooz - Lisogne - Sorinnes - Thynes - Gedinne - Bourseigne-Neuve - Bourseigne-Vieille - Houdremont - Louette-Saint-Denis - Louette-Saint-Pierre - Malvoisin - Patignies - Rienne - Sart-Custinne - Vencimont - Willerzie - Hamois - Achet - Emptinne - Mohiville - Natoye - Schaltin - Scy - Hastière - Agimont - Blaimont - Hastière-Lavaux - Hastière-par-delà - Heer - Hermeton-sur-Meuse - Waulsort | - Havelange - Barvaux-Condroz - Flostoy - Jeneffe - Maffe - Méan - Miécret - Porcheresse - Verlée - Houyet - Celles - Ciergnon - Custinne - Finnevaux - Hour - Hulsonniaux - Mesnil-Église - Mesnil-Saint-Blaise - Wanlin - Onhaye - Anthée - Falaën - Gerin - Serville - Sommière - Weillen - Rochefort, miasto - Ave-et-Auffe - Buissonville - Éprave - Han-sur-Lesse - Jemelle - Lavaux-Sainte-Anne - Lessive - Mont-Gauthier - Villers-sur-Lesse - Wavreille | - Somme-Leuze - Baillonville - Bonsin - Heure - Hogne - Nettinne - Noiseux - Sinsin - Waillet - Vresse-sur-Semois - Alle - Bagimont - Bohan - Chairière - Laforêt - Membre - Mouzaive - Nafraiture - Orchimont - Pussemange - Sugny - Yvoir - Dorinne - Durnal - Évrehailles - Godinne - Houx - Mont - Purnode - Spontin |